# August Leopold Stöhr
August Leopold Stöhr (22. května 1764, Karlovy Vary – 26. března 1831, Cheb) byl německy píšící farář, historik, autor prací o Karlových Varech. Z jeho iniciativy byla založena karlovarská městská knihovna.

## Život
August Leopold Stöhr se narodil 22. května 1764 v Karlových Varech v domě U hnědé srny ve Vřídelní ulici do rodiny pekařů. Jeho dva bratři, kteří se stali duchovními, přispěli k jeho rozhodnutí odejít na studia. V letech 1776–1780 absolvoval čtyřleté gymnázium v klášterní škole v Teplé a poté pokračoval na gymnáziu v Praze. V letech 1784–1788 následovalo studium teologie tamtéž. V roce 1788 vstoupil do řádu křižovníků s červenou hvězdou. V záři roku 1789 byl vysvěcen na kněze. Nejprve sloužil jako kaplan v Praze, od roku 1791 v Tachově a v roce 1793 byl jmenován pomocným knězem v Kynšperku nad Ohří. Poté přešel do Karlových Varů, kde od roku 1797 zastával úřad kaplana, a v roce 1813 se stal děkanem v kostele svaté Máři Magdaleny. V roce 1819 odešel do Chebu. Zde až do své smrti zůstal ve funkci křižovnického komandéra.
Zemřel dne 26. března 1831. Některé zdroje uvádějí nesprávný rok úmrtí 1841.

## Činnost
Augusta Leopolda Stöhra již od mládí zajímaly dějiny města, v němž se narodil. V roce 1805 dostal povolení uspořádat karlovarský městský archiv, který byl v té době zanedbaný a předchozími přírodními katastrofami výrazně zredukovaný (požáry 1604, 1759). Vnesl do něj řád a systematicky uspořádal všechen dochovaný spisový materiál.

### Vydané publikace
Přehled vydaných publikací od roku 1802:
- Ansicht oder neueste Beschreibung vov Karlsbad, wie es jetzt ist – kniha byla jedním z prvních všestranných průvodců pro lázeňské hosty, vydána v roce 1802 (online)
- Schützengedenkbuch – kronika karlovarského střeleckého spolku; některé její části vydal knižně karlovarský nakladatel a knihtiskař Franz H. Franieck (online)
- Liber Memorabilium – rukopisná pamětní kniha, historické zprávy o Karlových Varech
- Kaiser Karlsbad – nejpopulárnější Stöhrova kniha, obšírná monografie o Karlových Varech se stala základem karlovarské historicko-vlastivědné literatury; vydána byla několikrát – v letech 1810, 1812, 1817, 1822 a 1830 – vždy ve Franieckově nakladatelství; každé následující vydání bylo doplněno či rozšířeno; ve vydání z roku 1812 byla otištěna óda Bohuslava Hasištejnského In Thermas Caroli IV. (online vydání 1810, 1812, 1822, 1830)

Stöhr shromažďoval dostupný materiál o Karlových Varech do konce svého života. Jeho velmi cenný několikasvazkový rukopis – Merkwürdigkeiten der Stadt Karlsbad – je uložen ve Státním okresním archivu Karlovy Vary (online: Kniha pamětihodností, Městské pamětihodnosti I, II, III a IV).